# Jackie (álbum)
Jackie é o sexto álbum de estúdio da cantora norte-americana Ciara, lançado a 1 de maio de 2015, através da Epic Records. A promoção do disco foi iniciada com o lançamento do single de estreia, "I Bet", lançado em 26 de janeiro de 2015. O segundo single do álbum "Dance like We're Making Love" foi disponibilizado para download digital em 28 de abril de 2015, nos Estados Unidos, junto com a pré-encomenda do álbum.

## Desempenho Comercial
O álbum estreou no número 17 na parada Billboard 200 dos EUA com 25.000 unidades equivalentes ao álbum (19.900 em vendas).

## Alinhamento de faixas
| N.º | Título                                                 | Compositor(es)                                                         | Produtor(es)     | Duração |  |
| 1.  | "Jackie (B.M.F.)"                                      | Harmony Samuels, Ciara Harris, Gamal Lewis, Chloe Angelides            | H-Money          | 5:28    |  |
| 2.  | "That's How I'm Feelin'" (com Pitbull e Missy Elliott) | Ester Dean, Jamal Jones, Armando C. Perez, Melissa Elliott, Larry Linn | Polow da Don     | 3:58    |  |
| 3.  | "Lullaby"                                              | Harris, Lukasz Gottwald, Theron Thomas, Henry Walter                   | Dr. Luke, Cirkut | 3:46    |  |
| 4.  | "Dance Like We're Making Love"                         | Harris, Gottwald, Theron Thomas, Walter                                | Dr. Luke, Cirkut | 4:16    |  |
| 5.  | "Stuck On You"                                         | Samuels, Edgar Etienne, Harris, Theron Thomas                          | H-Money          | 4:10    |  |
| 6.  | "Fly"                                                  | RACHEL ASSIL, Jones                                                    | Polow da Don     | 4:06    |  |
| 7.  | "I Bet"                                                | Samuels, Timothy Thomas, Theron Thomas, Harris                         | H-Money, TEK     | 4:47    |  |
| 8.  | "Give Me Love"                                         | Gottwald, Jacob Kasher Hindlin, Theron Thomas, Walter                  | Dr. Luke, Cirkut | 3:20    |  |
| 9.  | "Kiss & Tell"                                          | Gottwald, Theron Thomas, Walter                                        | Dr. Luke, Cirkut | 3:43    |  |
| 10. | "One Woman Army"                                       | Harvey Mason, Jr., Damon Thomas, Ali Tamposi, Livvi Franc              | The Underdogs    | 3:54    |  |
| 11. | "I Got You"                                            | Diane Warren, Samuels, Harris                                          | H-Money          | 4:56    |  |

| Edição deluxe  |                                 |                                                               |                |         |  |
| N.º            | Título                          | Compositor(es)                                                | Produtor(es)   | Duração |  |
| 10.            | "All Good"                      | Theron Thomas, Timothy Thomas                                 | Polow da Don   | 3:39    |  |
| 11.            | "Only One"                      | Harris, Angelides, Timothy Thomas, Alexander Castillo Vasquez | A.C.           | 3:31    |  |
| 12.            | "One Woman Army (Intro)"        | Samuels                                                       | H-Money        | 0:54    |  |
| 13.            | "One Woman Army"                | Harvey Mason, Jr., Damon Thomas, Tamposi, Franc               | The Underdogs  | 3:54    |  |
| 14.            | "I Got You"                     | Warren, Samuels, Harris                                       | H-Money        | 4:56    |  |
| 15.            | "I Bet" (Remix) (com Joe Jonas) | Samuels, Timothy Thomas, Theron Thomas, Harris                | H-Money, TEK   | 4:47    |  |
| 16.            | "I Bet" (R3hab Remix)           | Samuels, Timothy Thomas, Theron Thomas, Harris                | H-Money, TEK   | 3:28    |  |
| Duração total: | Duração total:                  | Duração total:                                                | Duração total: | 1:02:44 |  |

Créditos de demonstração
- ""Lullaby" - Contém amostras de "Love, Need and Want You" escrita por Kenneth Gamble and Bunny Sigler e interpretada por Patti LaBelle, também contém amostras de "Dilemma" escrita por Cornell Haynes, Jr. Antoine Macon, Kenneth Gamble, Bunny Sigler, Kelly Rowland e interpretada por Nelly e Kelly Rowland.

## Histórico de lançamento
| País           | Data              | Formato              | Editora discográfica |
| -------------- | ----------------- | -------------------- | -------------------- |
| Alemanha       | 1 de maio de 2015 | CD, descarga digital | Sony Music           |
| Estados Unidos | 4 de maio de 2015 | CD, descarga digital | Epic                 |
| Portugal       | 4 de maio de 2015 | CD, descarga digital | Epic                 |
| Reino Unido    | 4 de maio de 2015 | CD, descarga digital | RCA                  |